# Saint-Germain-Laval (Loire)
Saint-Germain-Laval település Franciaországban, Loire megyében. Lakosainak száma 1594 fő (2022. január 1.). Saint-Germain-Laval Souternon, Bussy-Albieux, Nollieux, Pommiers-en-Forez, Saint-Julien-d’Oddes, Saint-Martin-la-Sauveté és Vézelin-sur-Loire községekkel határos.

## Népesség
A település népessége az elmúlt években az alábbi módon változott:
| Lakosok száma | 1721 | 1657 | 1510 | 1570 | 1652 | 1648 | 1635 | 1608 | 1610 | 1594 |
|               | 1968 | 1982 | 1990 | 2006 | 2013 | 2015 | 2017 | 2019 | 2020 | 2022 |